# Căminul Cultural Creștin
Căminul Cultural Creștin este o clădire istorică care a fost construită în zona Râpa Galbenă din Iași în 1925 și a fost demolată în anii ’70 odată cu lucrările de sistematizare a Pieței Mihai Eminescu și a străzii Gavriil Muzicescu. Clădirea a fost construită prin muncă voluntară și a adăpostit sediul Asociației Studenților Creștini, organizație studențească cu orientare de extremă dreapta. 

## Contextul istoric
Regulamentele interbelice de funcționare ale universităților prevedeau dreptul studenților de a se asocia, cu condiția ca statutele asociației să fie aprobate de Senatul universitar. În Iași, până în anul 1922 studenții erau asociați în Centrul Studențesc din Iași, asociație care nu făcea nicio distincție din punctual de vedere al apartenenței etnice sau confesionale. 
Deși eliminat din facultate în iunie 1921, Corneliu Zelea Codreanu revine în toamna aceluiași an atât prin sprijinul profesorului A.C. Cuza, nașul său de botez și cunoscut om politic cu vederi de extremă-dreapta, cât și prin inacțiune Ministerului Instrucției. Folosind un discurs naționalist și antisemit, Codreanu a fost ales în toamna aceluiași an președinte al Societății Studenților în Drept din Iași, discurs care ulterior va avea un ecou și printre studenții altor facultăți, în special mediciniști. Anul următor, la 20 mai, Corneliu Codreanu desființează Centrul Studențesc din Iași și înființează Asociația Studenților Creștini (ASC); asociații similare sunt create și în alte centre universitare astfel încât organizația va fi numită ulterior Uniunea Națională a Studenților Creștini din Romania.
Această asociație nu va fi însă recunoscută de senatul Universității; mai mult, unii studenți, ca urmare a participării la acțiunile desfășurate de această organizație, în special la încercarea de impunere a zilei de 10 decembrie ca zi de sărbătoare a universității, au fost excluși pentru un an sau definitiv.
La 4 martie 1923 are loc congresul de înființare a partidului Liga Apărării Național-Creștine (LANC), președinte fiind ales profesorul Alexandru C. Cuza. Între membrii fondatori se număra și Corneliu Zelea Codreanu. 

## Construcția Căminului Cultural Creștin
Imposibilitatea folosirii sălilor Universității pentru reuniunile organizației studențești și absența resurselor materiale pentru a închiria un local adecvat sediului partidului îi obligă să folosească soluții improvizate pentru a se reuni: case particulare, sala Hotelului Bejan și chiar o baracă din grădina proprietății doamnei Constanța Ghica din Copou. Pentru a rezolva această situație Codreanu decide, în mai 1924, să construiască Căminul Cultural Creștin prin donații și munca voluntară a studenților sau membrilor partidului.
Inginerul Grigore Bejan, membru influent al LANC și filantrop, le pune la dispoziție un teren constructibil situat lângă Râpa Galbenă. La începutul lunii mai, împreună cu un grup de aproximativ 25 de persoane, Codreanu organizează o tabără de muncă voluntară lângă Iași, la Ungheni pe malul Prutului pentru fabricarea cărămizilor necesare. Aici se logodește cu Elena Ilinoiu, pe care o cunoscuse înainte și cu care se va căsători anul următor.  Pentru a obține produsele alimentare necesare hrănirii celor care făceau cărămizi, o parte a voluntarilor întrețineau o grădină pusă la dispoziție de Constanța Ghica.
În septembrie 1925 a fost organizată o altă tabără de muncă care a permis începerea lucrărilor de construcție ale Căminului Cultural Creștin. Materialele de construcție necesare (în afara cărămizilor) au fost obținute fie prin donații, fie prin cumpărare cu banii obținuți din recoltarea de fonduri în țară sau printre emigranții români în America. Fondurile strânse inițial fiind insuficiente pentru finalizarea construcției (în aprilie 1928 aproximativ 2/3 din cei care promiseseră diferite sume de bani la suscripția deschisă de ziarul Pământul strămoșesc nu-și onoraseră promisiune), lucrările au durat mai mulți ani, noi spații fiind adăugate clădirii ulterior, în funcție de resursele financiare obținute.
Clădirea, a cărei inaugurare a avut loc pe 8 noiembrie 1927 de ziua sfinților Mihail și Gavriil, era situată la Râpa Galbenă, lângă Hotelul Bejan, corespunzător aripii drepte a Esplanadei Elisabeta. Construită în stil românesc, pe un teren în pantă, cu parter și două etaje, clădirea dispunea și de o capelă. În clădire și-au avut sediul Asociația Studenților Creștini, Liga Apărării Național-Creștine și, începând cu 1927, Legiunea Arhanghelul Mihail și tipografia Legiunii.
Divergența de opinii dintre Codreanu și Cuza privind modul modul de acțiune al LANC îl determină pe Codreanu să se separe și să formeze Legiunea Arhanghelul Mihail. Aripa cuzistă, din care facea parte și inginerul Bejan, proprietarul terenului, a încercat să recupereze clădirea adresându-se justiției.
Codreniștii nu renunță însă și conflictele între cele două fracțiuni sunt frecvente, variind de la dueluri verbale sau jurnalistice între membrii celor două grupuri, și până la corecții fizice precum cea aplicată inginerului Bejan în aprilie 1928.
Legionarii sunt obligați să cedeze clădirea pentru un timp, în 1928, și câteva luni organizează o nouă tabără de muncă la Ungheni pentru a construi un sediu mai mic, „Cetatea Sfântului Mihai”. Proiectul este însă repede abandonat și, datorită numărului și influenței tot mai importante pe care o au membrii legiunii în ASC, codreniștii recapătă controlul Căminului.
Importanța națională pe care o capătă mișcarea face ca, în final, un nou sediu, Casa Verde, să fie construit la București în 1933 după planurile arhitectului Constantin Iotzu, tot prin organizarea unei tabere de muncă.